# Hôpital Notre-Dame (Montréal)
Pour les articles homonymes, voir Notre-Dame, Hôpital Notre-Dame et HND.
L'Hôpital Notre-Dame (HND) est le premier hôpital francophone laïc de Montréal, fondé en 1880. Situé près du centre-ville, il se trouve à son emplacement actuel, sur la rue Sherbrooke Est, depuis 1924. Il est situé de biais par rapport au parc La Fontaine.

## Histoire
Vers 1880, devant les graves problèmes de santé publique à Montréal, l’Université Laval à Montréal décide de fonder un hôpital. Cet établissement peut alors accueillir 50 malades, sans égard à leur nationalité ou leur religion, malgré sa dédication à Notre Dame.
C’est le secrétaire de l’Université Laval à Montréal, le docteur Emmanuel Persillier-Lachapelle, qui reçoit le mandat de fonder la nouvelle institution de santé. Il est aidé dans sa mission par le sulpicien Benjamin-Victor Rousselot, curé de la paroisse Notre-Dame, ainsi que par Mère Julie Haineault-Deschamps, de la congrégation des Sœurs grises.
Le 27 juillet 1880, l'Hôpital Notre-Dame ouvre ses portes. Il loge dans les anciens locaux de l'hôtel Donegana sur la rue Notre-Dame, angle nord-ouest de la rue Berri.
Dès le début, l’hôpital se constitue en corporation laïque. Il est administré par des médecins et non par les prêtres, ce qui est une innovation à l’époque. C’est un hôpital universitaire, alors, outre le traitement des malades, il sert comme institution d’enseignement pour les futurs médecins.
Vers la fin du XIXe siècle, l’hôpital Notre-Dame devient un des hôpitaux les plus grands du Canada. En effet, il possède six dispensaires spécialisés : médecine générale, chirurgie, psychiatrie, oto-rhino-laryngologie, ophtalmologie et électricité médicale. De plus, en 1898, la sœur Élodie Mailloux fonde à l’hôpital la première École d’infirmières canadiennes-françaises. En 1920 une charte provinciale au nom de l’Association des gardes-malades enregistrées de la province de Québec (GMEPQ)' est créée.  Au cours de son existence, cette école a formé plus de 3 000 diplômées.
Au Canada, la première intervention réalisée selon les règles modernes d’asepsie a été effectuée à l’Hôpital Notre-Dame en 1899. En 1920, après la création de l’Université de Montréal, l’hôpital Notre-Dame s’associe à cet établissement.
C’est en 1924 que l'hôpital Notre-Dame emménage dans les locaux qu’il occupe aujourd’hui sur la rue Sherbrooke. Cet édifice est conçu par les architectes Alfred-Hector Lapierre, avec Edward F. Stevens (en) et Frederick Clare Lee de son agence Stevens et Lee, qui se spécialisent dans la conception d'hôpitaux.
En 1996, la fusion de l’Hôtel-Dieu de Montréal, de l'Hôpital Notre-Dame et de l’Hôpital Saint-Luc donne naissance au Centre hospitalier de l’Université de Montréal (CHUM).
En 2012, une histoire sordide d'un double meurtre et d'un agression au département de psychiatrie de l’hôpital a fait froid dans le dos puisque les décès des deux personnes avaient d'abord été présentés comme des morts naturelles,,.
En 2017, à la suite de l'inauguration du nouvel édifice du CHUM, près du site de l'ex-hôpital Saint-Luc, les activités qui avaient cours à l'hôpital Notre-Dame sont déménagées dans le nouveau bâtiment et les patients sont déménagés dans le nouvel édifice du CHUM.
Le 27 novembre 2017, l'Hôpital Notre-Dame est cédé au CIUSSS du Centre-Sud-de-l'Île-de-Montréal et retrouve, par le fait-même, sa vocation d'hôpital de soins généraux,.
C’est aussi en 2017 qu’a commencé la planification d’une unité d’obstétrique d’une capacité de 1500 accouchements par année. L’ouverture de l’Unité famille naissances, initialement prévue en 2020, a finalement eu lieu en février 2024. Des difficultés de recrutement de personnel ont cependant forcé l’établissement à suspendre ses activités après trois mois, puis à suspendre les opérations de façon indéterminée en septembre 2024.

## Galerie

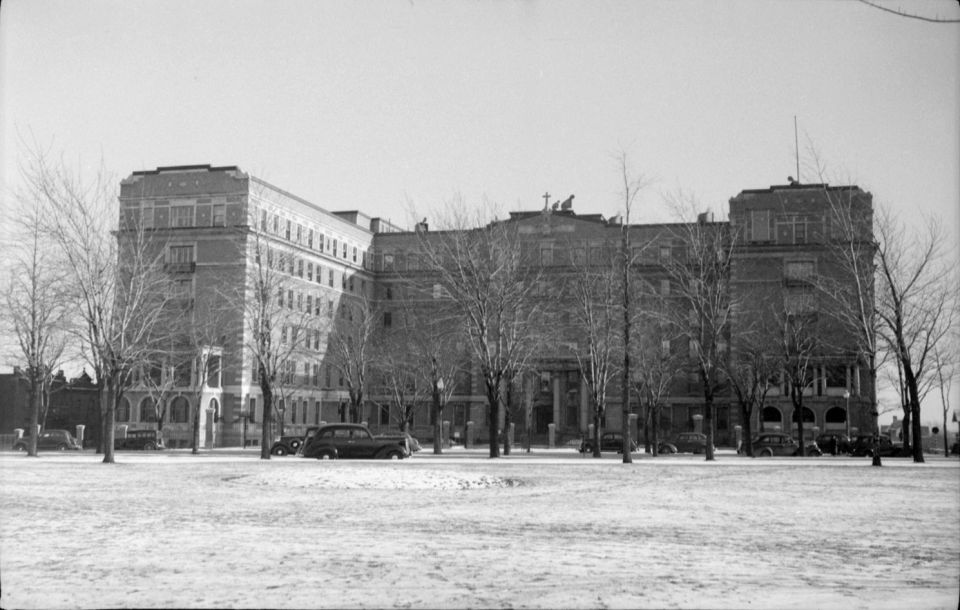
L'hôpital Notre-Dame en 1937
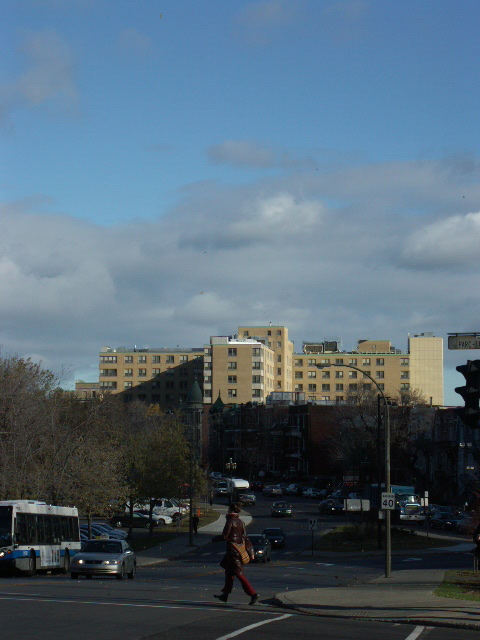
Vue de l'intersection de la rue Cherrier et de l'avenue du Parc-Lafontaine
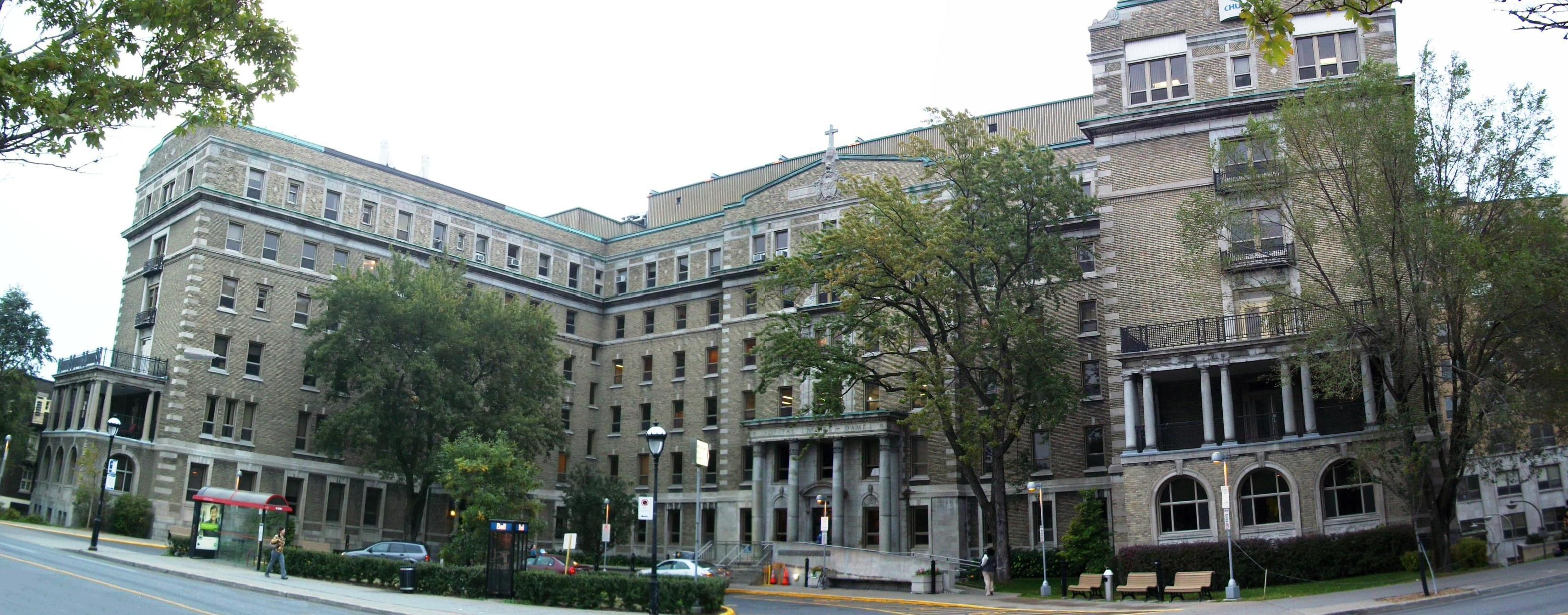
Vue de la façade depuis la rue Sherbrooke
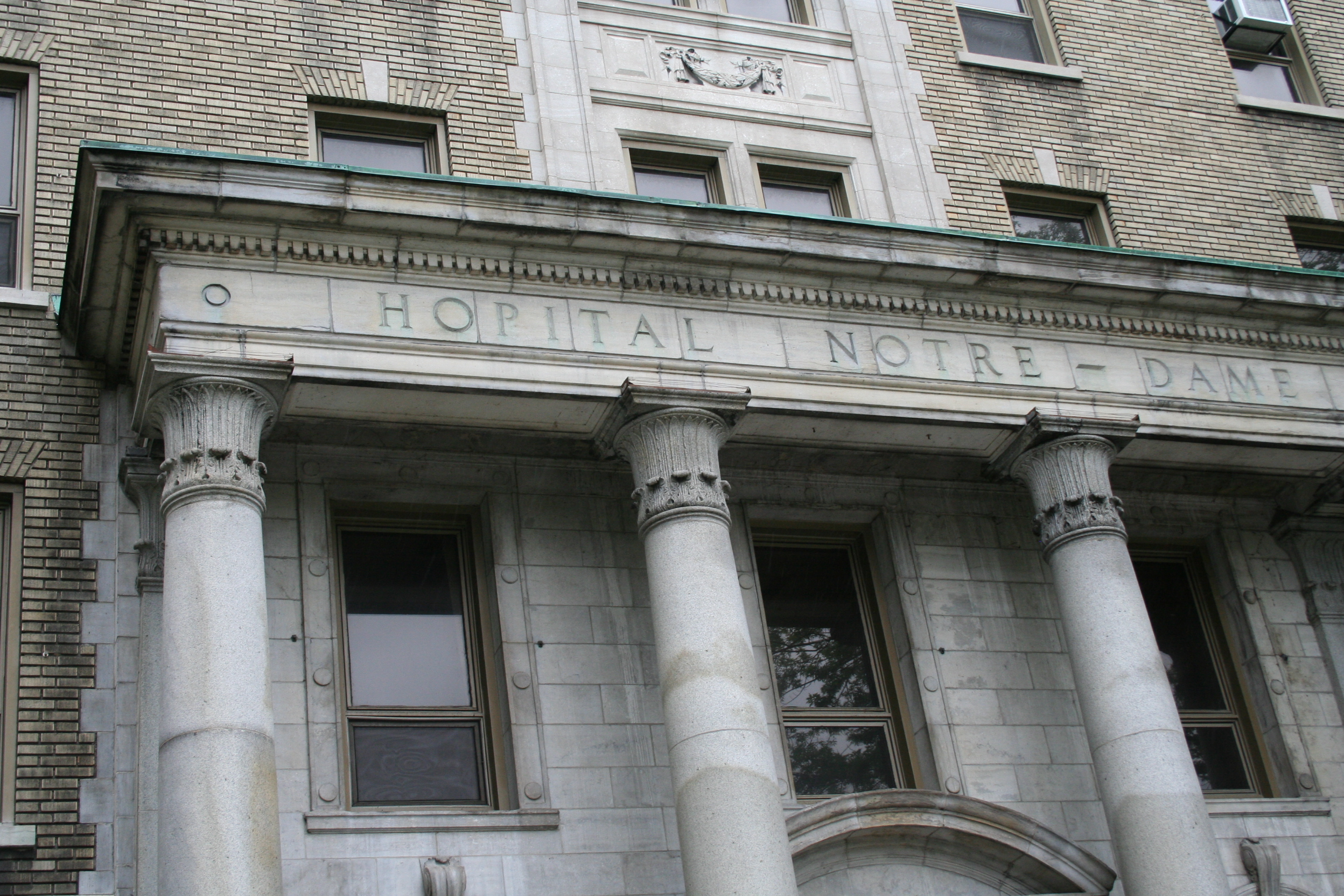
Détails de l'entrée

## Patrimoine
Le bâtiment de l’hôpital Notre-Dame est reconnu comme immeuble de valeur patrimoniale exceptionnelle par la Ville de Montréal et est situé dans un secteur de valeur patrimoniale exceptionnelle, celui de la rue Sherbrooke Est (entre Atateken et des Érables) (juridiction municipale),.